# Dalbergia eremicola
Dalbergia eremicola é uma espécie vegetal da família Fabaceae.
Pode ser encontrada nos seguintes países: Quénia e Somália.